# 털북숭이박쥐
털북숭이박쥐(Centronycteris maximiliani)는 대꼬리박쥐과에 속하는 박쥐의 일종이다. 남아메리카에서 발견된다.

## 특징
작은 박쥐로 전체 몸길이가 63~87mm이고 전완장이 41.5~44.7mm, 꼬리 길이가 20~26mm이다. 발 길이는 6~8mm, 귀 길이는 14~17mm이고 몸무게는 최대 9g이다. 털은 길고 부드럽다. 등쪽 털은 불그스레한 갈색이지만 배쪽은 좀더 밝은 색을 띤다. 귀는 길고 뾰족하며 분리되어 있다. 비막은 짙은 갈색이다. 핵형은 2n=28, FN=48이다.

## 생태
나무 구멍 속에 은신한다. 비행은 느리지만 정확하다. 저녁 늦게 포식 활동을 시작한다. 먹이는 곤충이다.

## 분포 및 서식지
콜롬비아 남부와 베네수엘라, 페루 북동부, 가이아나, 수리남, 프랑스령 기아나, 브라질 북부와 서부 지역에 널리 분포한다. 성숙림과 이차림 우림에서 서식한다.